# Bosco Brasil
Bosco José Lopes Rebello da Fonseca Brasil (Sorocaba, 27 de março de 1960) é um dramaturgo e escritor brasileiro. Formado pela Escola de Comunicações e Artes da Universidade de São Paulo, Bosco é um dos mais prestigiados autores de teatro, cinema e televisão.

## Carreira
Bosco inicia sua carreira nos anos 80 como autor de radionovelas, escrevendo para A Grande Novela Gessy Lever - Projeto Radiocriatividade. Produziu e dirigiu áudio-série para a Rádio Enigma e peças radiofônicas transmitidas pela Rádio Eldorado.
No teatro, em 1994 assume a direção artística do Teatro de Câmara de São Paulo, do qual é co-fundador.
Em 1995 cria a Caliban Editorial, lançando a coleção Teatro Brasileiro de Bolso, dedicada à dramaturgia contemporânea brasileira. Como dramaturgo, teve vários textos encenados como Esquina dos Otários (1983), Jornal das Sombras (1986), Morto não Assina (1993), Qualquer um de Nós (1996), Os Coveiros (1998, que ganha nova montagem sob o título Abelardo e Berilo em 2008), Novas Diretrizes em Tempos de Paz (2001), Corações Encaixotados (2006), Blitz (2006), Cem gramas de Dentes (2007), Cheiro de Chuva (2008), Longe da Vista Chinesa (2009), entre outros.
Em televisão, tem sua primeira experiência ao lado de Walter George Durst, na TV Globo, com quem escreve Teletema e outras sinopses de minisséries.
Nos anos 90, integra a equipe de roteiristas do Ra-Tim-Bum e do Castelo Ra-tim-bum na TV Cultura.
Escreveu diversas novelas: As Pupilas do Senhor Reitor (1994, SBT), a convite de Lauro César Muniz, O Amor Está no Ar (1997, TV Globo),  Anjo Mau (remake de 1997, TV Globo), Torre de Babel  (1998, TV Globo), As Filhas da Mãe (co-autor, 2001, TV Globo), Coração de Estudante (2002, Globo), episódios de Carga Pesada , (2003, Globo), Essas Mulheres (2005, RecordTV), Bicho do Mato (autor principal em parceria com Cristianne Fridman, remake de 2006, RecordTV) e Tempos Modernos (Autor Principal, 2010, TV Globo)
Na Record, em 2013, escreve os especiais de fim de ano da Record, Noite de Arrepiar, Casamento Blindado e episódios da série Conselho Tutelar, cuja primeira temporada vai ao em dezembro de 2014. O episódio de sua autoria, o quinto e último da temporada, conquista a maior audiência da série, consolidando 8,3 de média, permanecendo no segundo lugar por todo o período de exibição. A segunda temporada é exibida em janeiro de 2016 e a terceira temporada, em janeiro de 2018. A série foi licenciada para o Universal Channel em 2015.Depois licenciada para o Canal Fox (atual Star Channel)
Em 2019, estreia Dependentes, a primeira série de ficção do canal Futura e primeira série que Bosco assina como autor principal.
No cinema escreve os premiados curtas Praça Clóvis, Ressaca  e Máscara Negra. E os longa-metragens Tempos de Paz (dir. Daniel Filho) e Blitz (dir. René Tada Brasil)
Em 2015, estreia seu primeiro musical: Radiofonias Brasileiras, peça contemplada pelo Programa de Fomento à Cultura Carioca.

## Prêmios e Reconhecimento
Bosco Brasil é um dos autores teatrais mais premiados do país, com diversos prêmios e indicações, além de inúmeras montagens de seus textos no exterior.
Budro, um de seus primeiros textos, conquista  os prêmios Moliére e Shell em 1994. Em 1995, recebe a indicação de melhor texto aos prêmios Shell e Mambembe, por Atos & Omissões. Em 2000, sua peça O Acidente é indicada ao prêmio Shell de melhor texto. Seu texto mais conhecido e encenado, Novas Diretrizes em Tempos de Paz, ganha o prêmio Shell e APCA de 2001 e é encenado em diversos países. Em 2009 recebe a indicação aos Prêmio Shell, Qualidade Brasil e APTR por Cheiro de Chuva - o espetáculo fica em quinto lugar na votação on line dos melhores do ano do Guia da Folha. Em 2010, o texto Blitz ganha uma montagem no Rio de Janeiro e é indicado ao Prêmio Contigo de Melhor Texto do ano.
No cinema  participa dos mais importantes festivais do Brasil e do Mundo. Ressaca é selecionado para um dos mais importantes festivais do mundo, o Festival de Biarritz, na França, e participa de vários outros festivais, como o Festival de Tiradentes (um do mais importantes do país). Com Máscara Negra conquista o importante prêmio de melhor roteiro no Diva Film Festival, referência para o cinema de diversidade.
Conquista, em 2010, um dos mais importantes prêmios brasileiros, Melhor Roteiro Adaptado no Grande Prêmio de Cinema Brasileiro, com Tempos de Paz (do qual também é produtor associado), adaptação de seu texto teatral Novas Diretrizes em Tempos de Paz. O filme é dirigido por Daniel Filho e protagonizado pelo elenco original da peça, Tony Ramos e Dan Stulbach.
Em 2015, representa o Brasil, a convite do Ministério da Cultura, no Salão do Livro de Paris.

## Filmografia

### Televisão
| Ano  | Trabalho                        | Género                           | Emissora                     | Escalação       | Parceiros Titulares                                    | Indicações / Prêmios                                                                                               |
| ---- | ------------------------------- | -------------------------------- | ---------------------------- | --------------- | ------------------------------------------------------ | --- |
| 2019 | Dependentes                     | Série Dramática                  | Canal Futura                 | Autor Principal |                                                        | |
| 2018 | Conselho Tutelar - 3a Temporada | Série Dramática                  | RecordTV e Universal Channel | Roteirista      | Marco Borges Mariana Vielmond Cris Gomes Bruno Passeri | |
| 2016 | Conselho Tutelar - 2a Temporada | Série Dramática                  | RecordTV e Universal Channel | Roteirista      | Marco Borges Mariana Vielmond Cris Gomes Bruno Passeri | Indicado ao Prêmio Extra de televisão como melhor série de 2016                                                    |
| 2014 | Conselho Tutelar - 1a Temporada | Série Dramática                  | RecordTV e Universal Channel | Roteirista      | Marco Borges Mariana Vielmond Cris Gomes Bruno Passeri | Indicado ao Prêmio Contigo de melhor série de 2014 Indicado ao Prêmio Extra de televisão como melhor série de 2014 |
| 2013 | Noite de Arrepiar               | Especial de Fim de Ano - Comédia | RecordTV                     | Autor Principal |                                                        | |
| 2013 | Casamento Blindado              | Especial de Fim de Ano - Comédia | RecordTV                     | Autor Principal |                                                        | |
| 2010 | Tempos Modernos                 | Telenovela                       | Rede Globo                   | Autor Principal |                                                        | Indicado ao Prêmio Contigo, melhor novela e autor.                                                                 |
| 2006 | Bicho do Mato                   | Telenovela                       | RecordTV                     | Autor Principal | Cristianne Fridman                                     | |
| 2005 | Essas Mulheres                  | Telenovela                       | RecordTV                     | Colaborador     | Marcílio Moraes Rosane Lima                            | |
| 2004 | Carga Pesada                    | Série dramática                  | Rede Globo                   | Roteirista      | Walther Negrão Ecila Pedroso Mara Carvalho             | |
| 2002 | Coração de Estudante            | Telenovela                       | Rede Globo                   | Colaborador     | Emanuel Jacobina                                       | |
| 2001 | As Filhas da Mãe                | Telenovela                       | Rede Globo                   | co-autor        | Sílvio de Abreu e Alcides Nogueira                     | |
| 1998 | Torre de Babel                  | Telenovela                       | Rede Globo                   | Colaborador     | Sílvio de Abreu                                        | |
| 1997 | Anjo Mau                        | Telenovela                       | Rede Globo                   | Colaborador     | Maria Adelaide Amaral                                  | |
| 1997 | O Amor Está no Ar               | Telenovela                       | Rede Globo                   | Colaborador     | Alcides Nogueira                                       | |
| 1994 | As Pupilas do Senhor Reitor     | Telenovela                       | SBT                          | Colaborador     | Lauro César Muniz                                      | |
| 1994 | Castelo Rá-Tim-Bum              | Série Infantil                   | TV Cultura                   | Roteirista      | Cao Hamburger                                          | Prêmio APCA de Melhor programa infantil de 1994                                                                    |
| 1990 | Rá-Tim-Bum                      | Série Infantil                   | TV Cultura                   | Roteirista      | Flavio de Souza                                        | |

### Cinema
| Ano  | Trabalho      | Classificação  | Diretor      | Festivais/Prêmios |
| ---- | ------------- | -------------- | ------------ | --- |
| 2019 | Blitz         | Longa-metragem | René Brasil  | |
| 2010 | Máscara Negra | Curta Metragem | René Brasil  | - Melhor Roteiro no DIVA Film Festival (Cine Diversidad Valparaiso) - Chile em 2012 - Menção Honrosa no UMFF - Urban Mediamakers Film Festival em 2011 - Melhor Curta-metragem/VIII Prêmio FIESP/SESI, SP do Cinema Paulista - Melhor Curta - Júri Popular no FestCine Amazônia em 2012 - Melhor curta de diversidade sexual/Festival Art Deco de Cinema, São Paulo - Indicado - Grande Prêmio de Cinema Brasileiro de 2010                  |
| 2009 | Tempos de Paz | Longa-metragem | Daniel Filho | - Grande Prêmio do Cinema Brasileiro - 2010 - Melhor roteiro adaptado - 2º Festival de Paulínia Festival de Paulínia - 13º Festival du Cinéma Brésilien de Paris - Brazilian Film Festival of Vancouver - BRAFFTV Brazilian Film & TV Festival of Toronto - Festival Du Film Bréilien de Montréal - 14º FESTIVAL DE CINEMA BRASILEIRO DE MIAMI - Brasilianische Filmtage - Festival de Cinema Brasileiro - Brazilian Film Festival in London |
| 2009 | Ressaca       | Curta Metragem | René Brasil  | - Festival Internacional de Curtas de São Paulo (2010) - Mostra de Cinema de Tiradentes (2010) - Festival Biarritz (2009) - IN THE PALACE International Short Film Festival (2009) - FeSanCor - Festival Chileno Internacional del Cortometraje de Santiago (2009) - Wild Sound Festival (2010) - NYILFF - New York International Latino Film Festival (2010) - Mostra de Cinema latinoamericà de Catalunya (2010)                           |
| 2002 | Praça Clóvis  | Curta Metragem | René Brasil  | |

## Teatro

### Montagens nacionais
| Ano  | Trabalho                                                                   | Diretor                         | Indicações/Prêmios                                                                                    |
| ---- | -------------------------------------------------------------------------- | ------------------------------- | --- |
| 2019 | A Menina do Kung Fu (supervisão de Bosco Brasil. Escrito por Diego Molina) | Diego Molina e Carolina Godinho | Indicado ao prêmio de Melhor Texto pelo CBTIJ - Centro Brasileiro de Teatro para Infância e Juventude |
| 2015 | Radiofonias Brasileiras                                                    | Diego Molina                    | Indicado ao Prêmio Reverência para voto popular                                                       |
| 2010 | Blitz                                                                      | Ivan Sugahara                   | Indicação Prêmio Contigo                                                                              |
| 2007 | Cheiro de Chuva                                                            | Bosco Brasil                    | Indicação Prêmio Shell, APTR e Qualidade Brasil                                                       |
| 2007 | Abelardo e Berilo                                                          | Ricardo Kosovski                | |
| 2007 | Diário de um Louco                                                         | Ricardo Kosovski                | |
| 2008 | Quase para Sempre                                                          | Roberto Souza                   | |
| 2008 | Cem grama de dentes                                                        | Georgette Fadel                 | Vencedor do Circuito Sesi                                                                             |
| 2007 | Corações Encaixotados                                                      | Ricardo Kosovski                | |
| 2003 | O Dia do Redentor                                                          | Ariela Goldaman                 | |
| 2002 | Medo de Chuva                                                              | Marco Antonio Rodrigues         | |
| 2002 | À Putanesca                                                                | Marco Antonio Rodrigues         | |
| 2001 | Novas Diretrizes em Tempos de Paz                                          | Ariela Goldman                  | Vencedor Prêmio Shell e APCA (entre outros)                                                           |
| 2000 | O Acidente                                                                 | Ariela Goldman                  | Indicado ao Prêmio Shell de melhor texto e de melhor cenário para Gianni Rato                         |
| 2000 | O Papagaio Verde (Adaptação da obra de Arthur Schnitzler)                  | Ariela Goldman                  | |
| 1998 | Os Coveiros                                                                | Hugo Possolo                    | |
| 1996 | Qualquer um de nós                                                         | Bosco Brasil                    | |
| 1995 | Atos e Omissões                                                            | Bosco Brasil                    | Indicado ao Prêmio Shell e Moliere                                                                    |
| 1994 | Budro                                                                      | Emílio di Biasi                 | Vencedor do Prêmio Shell e Moliére                                                                    |

### Montagens internacionais
| Ano da estreia | País           | Cidade           | Título original                   | Título traduzido                       | Diretor                                       | Observações                                                                                                |
| -------------- | -------------- | ---------------- | --------------------------------- | -------------------------------------- | --------------------------------------------- | --- |
| 2018           | Estados Unidos | Washington       | Novas Diretrizes em Tempos de Paz | New Guidelines for Peaceful Times      | Roberta Alves                                 | Estreou em 11 de outubro de 2018 no Spooky Action Theater                                                  |
| 2016           | Alemanha       | Leipzig          | Cem Gramas de Dentes              | HUNDERT GRAMM ZÄHNE                    | Thomas Deubel                                 | |
| 2016           | Argentina      | Mendonza         | Novas Diretrizes em Tempos de Paz | Tiempos de Paz                         | Daniel Posada                                 | Adaptação da obra original - esta montagem participou de festivais no Chile, Panamá e República Dominicana |
| 2015           | Porto Rico     | San Juan         | Novas Diretrizes em Tempos de Paz | Nuevas Directrices para Tiempos de Paz | Vicente Castro                                | |
| 2013           | Portugal       | Coimbra          | Novas Diretrizes em Tempos de Paz | Novas Diretrizes em Tempos de Paz      | António Augusto Barros (Cia. Escola da Noite) | |
| 2013           | Uruguai        | Montevidéu       | Novas Diretrizes em Tempos de Paz | Nuevas directivas en tiempos de paz    | Graciela Escuder (El Galpon)                  | |
| 2013           | México         | Cidade do México | Novas Diretrizes em Tempos de Paz | Nuevas directrices para tiempos de paz | Gabriel Figueroa Pacheco                      | Estreou em 2013, em fevereiro de 2017 estreou a sétima temporada da montagem                               |
| 2011           | Chile          | Santiago         | Novas Diretrizes em Tempos de Paz | Nuevas directrices para tiempos de paz | Compañía “BUVAS”                              | |
| 2011           | Itália         | Città di Rossano | Novas Diretrizes em Tempos de Paz | Nuove disposizioni per tempi di pace   | dell'associazione "Orpheus"                   | |

## Livros e textos publicados
- Office-Boy em Apuros. Coleção Vaga-lume. Editora Ática. 1996
- Budro. Coleção Teatro Brasileiro de Bolso. Editora Caliban. 1996[49]
- Cheiro de Chuva e Novas Diretrizes em Tempos de Paz. Coleção Palco sur Scène. Imprensa Oficial do Estado de São Paulo. 2008[50]
- O Acidente. In. Coleção Teatro Brasileiro. Vol. 5. Editora Hamdan. 2002.[51]
- Novas Diretrizes em Tempos de Paz. In. Ágora Livre Dramaturgias. Org. Celso Frateschi. São Paulo: Ágora Teatro, 2006.[52]
- Descente. Editions Les Solitaires Intempestifs. França. 2005. (Tradução da peça Blitz. Tradutora: Sophie Rodrigues) [53]
- Mousson d'été: Argentine, Brésil, Cuba, Portugal. França. 2005. [54]
- Longe da Vista Chinesa. In. Conexões 2009. Editora Célia Helena. (dentro do Projeto Conexões, sob os auspícios do British Council e do National Theatre de Londres, em edição bilígue português-inglês). 2009.[55]